# Черна Гора (Старозагорська область)
Че́рна Гора́ (болг. Черна гора) — село в Старозагорській області Болгарії. Входить до складу общини Братя-Даскалові.

## Населення
За даними перепису населення 2011 року у селі проживали 1604 особи.
Національний склад населення села:
| Національність   | Кількість осіб | Відсоток |
| ---------------- | -------------- | -------- |
| болгари          | 834            | 55,2%    |
| цигани           | 637            | 42,2%    |
| турки            | 39             | 2,6%     |
| інша             | 0              | 0%       |
| не визначились   | 0              | 0%       |
| Всього відповіли | 1510           |          |

Розподіл населення за віком у 2011 році:
Динаміка населення: